# Centro de Biología Molecular Severo Ochoa
El Centro de Biología Molecular Severo Ochoa (CBMSO) es un centro de investigación experimental en las áreas de biología molecular, celular y biomedicina.

## Historia y objetivos
Fundado en 1975 como un centro mixto entre el Consejo Superior de Investigaciones Científicas (CSIC) y la Universidad Autónoma de Madrid (UAM), bajo la iniciativa y tutela del premio Nobel Severo Ochoa. Éste, reunió varios de los grupos más activos en los campos de la bioquímica y la biología molecular que entonces existían en España para formar el CBMSO. Las distintas líneas de investigación cubren en la actualidad áreas de vanguardia en disciplinas como biología celular, biología del desarrollo, virología, microbiología molecular, neurobiología, señalización celular e inmunología. El CBMSO está jugando un papel muy importante en el desarrollo de la investigación biomédica y biotecnológica en España, no sólo en lo que respecta a los resultados obtenidos en sus laboratorios sino, además, contribuyendo de forma muy significativa a la formación (moderna y profesionalizada) de cientos de jóvenes investigadores que realizan y han realizado sus tesis doctorales en el Centro.  
Desde el punto de vista investigador, la característica más esencial del CBMSO es que sus líneas de investigación cubren múltiples aspectos básicos y también aplicados dentro de la biología molecular, celular y biomedicina. El estudio de estos mecanismos fundamentales tiene un gran impacto social: por una parte, sus alteraciones conducen a patologías que pueden incidir directamente en la calidad de vida de los ciudadanos; por otra, porque su estudio puede dar lugar a importantes aplicaciones prácticas en el ámbito de la biomedicina y la biotecnología. Las patologías cuyos mecanismos son objeto de estudio en el CBMSO incluyen enfermedades neurodegenerativas como el alzheimer, el cáncer, enfermedades metabólicas, las infecciones virales, o las alteraciones del sistema cardiovascular e inmune.

## Directores del CBM Severo Ochoa
| Periodo     | Director                    |
| ----------- | --------------------------- |
| 1975 - 1978 | Federico Mayor Zaragoza     |
| 1979        | Eladio Viñuela              |
| 1980        | Antonio García-Bellido      |
| 1981 - 1982 | David Vázquez Martínez      |
| 1983        | Juan Pedro García Ballesta  |
| 1984 - 1985 | Galo Ramírez                |
| 1985 - 1986 | Pedro Ripoll                |
| 1986 - 1987 | Jesús Ávila de Grado        |
| 1988 - 1989 | Luis Carrasco               |
| 1990 - 1991 | Ginés Morata                |
| 1992 - 1993 | Margarita Salas             |
| 1994 - 1995 | Esteban Domingo Solans      |
| 1996 - 1997 | Miguel Ángel de Pedro       |
| 1998 - 2002 | Federico Mayor Menéndez     |
| 2002 - 2004 | Jesús Ávila de Grado        |
| 2004 - 2006 | Cecilio Giménez             |
| 2006 - 2008 | Miguel Ángel Alonso Lebrero |
| 2008 - 2012 | Manuel Fresno               |
| 2012 - 2014 | Santiago Lamas              |
| 2014 - 2019 | José F. de Celis            |
| 2019 - 2023 | Lourdes Ruiz Desviat        |
| 2023 -      | Paola Bovolenta             |